# 21. август
21. август (21.08) је 233. дан у години по грегоријанском календару (234. у преступној години) До краја године има још 132 дана.

## Догађаји
- 1690 — Аустријски цар Леополд I донео указ, познат као „Привилегиј“, којим су Срби на територији Аустрије добили одређене повластице. „Привилегиј“ гарантовао слободу вере, употребу јулијанског календара и право избора архиепископа и других свештеника.
- 1897 — Енглески лекар Роналд Рос открио врсту комараца који преносе маларију, што је било пресудно за сузбијање болести која је узроковала смрт милиона људи. Један од првих добитника Нобелове награде за медицину, 1902.
- 1911 — Италијански конобар Вићенцо Перуђа украо из париског музеја „Лувр“ слику „Мона Лиза“ Леонарда да Винчија. Слика нађена и враћена у музеј 1913.
- 1944 — У Дамбартон Оуксу код Вашингтона почела конференција представника СССР, САД, Уједињеног Краљевства и Кине о оснивању четири главна органа УН, а то су Савет безбедности, Генерална скупштина, Међународни суд правде и стални секретаријати.
- 1945 — Физичар Хари К. Даглијан, млађи смртоносно озрачен током експеримента са „демонским језгром“ у Националној лабораторији Лос Аламос.

- 1947- Желимир Алтарац Чичак, сарајевски промотер рок музике, DJ, и новинар.
- 1959 — Хаваји су постали 50. савезна држава у саставу Сједињених Држава.
- 1959 — Багдадски пакт, војно-политички савез Турска, Велике Британије, Ирана и Пакистана, под водством САД, који је ступио на снагу 1995, променио назив у CENTO пошто се Ирак повукао из Савеза.
- 1961 — Џомо Кенијата, национални лидер Кеније, пуштен из затвора после девет година робије на коју су га осудиле британске власти под оптужбом да је вођа националистичке организације Мау Мау. По повратку у Најроби постао председник Кенијске афричке националне уније, а по проглашењу независне Републике Кеније постао председник и премијер.
- 1968 — Трупе чланица Варшавског пакта, изузев Румуније, окупирале Чехословачку. Око 200.000 војника заузело све значајне пунктове у земљи. Тиме угушено „Прашко пролеће“, покушај Комунистичке партије ЧехословачкаСР са Александром Дупчеком на челу да реформише систем. Том окупацијом устоличен принцип „ограниченог суверенитета“ источноевропских комунистичких земаља.
- 1975 — САД укинуле 12-годишњу забрану извоза на Кубу, али је ембарго на директну трговину Кубе и САД остао на снази.
- 1983 — Вођа филипинске опозиције Бењино Акино убијен по изласку из авиона на аеродрому у Манили приликом повратка из трогодишњег избеглиштва у САД. Убиство организовао филипински диктатор Фердинанд Маркос, уклонивши тако најозбиљнијег противкандидата на изборима 1984.
- 1990 — На централном градском тргу у Прагу 100.000 људи први пут слободно обележило годишњицу инвазије Варшавског пакта на Чехословачку 1968.
- 1991 —
  - Маса демонстраната сукобила се у Москви са специјалним јединицама које су напале зграду руског парламента. Демонстранти разбијали прозоре на згради КГБ, Лубјанки и срушили споменик Феликсу Дзержинском. После 60 сати проведених у кућном притвору на Криму, совјетски председник Михаил Горбачов вратио се у Москву и преузео контролу над државом после неуспелог државног удара присталица „тврде струје“ совјетских комуниста.
  - Хрватске власти почеле блокаду касарни ЈНА у Хрватској и ускратиле им снабдевање струјом, храном и водом. У наредним данима ескалирали сукоби ЈНА и хрватске војске у многим деловима Хрватске.
- 1991 — Летонија је прогласила независност од Совјетског Савеза.
- 1993 — Мировне снаге УН ушле, први пут после два месеца, у муслимански део Мостара у Босни и Херцеговини, где су затекле 55.000 људи на ивици глади. Борбе хрватских и муслиманских снага у Мостару почеле у мају 1993.
- 1999 — Начелник Генералштаба Војске Југославије, генерал армије Драгољуб Ојданић, изјавио да су у агресији НАТО на Југославију животе изгубила 524 припадника ВЈ, а да се 37 воде као нестало.
- 2000 —
  - Словеначки пливач Мартин Стрел, који је под мотом „За мир, пријатељство и чисте воде“ пливао Дунавом од изворишта у Немачкој до ушћа у Црно море, оборио рекорд и ушао у Гинисову књигу с више од 2.900 препливаних километара. Стрел у поход кренуо 25. јуна.
  - Председник Демократске Републике Конго Лоран Кабила прогласио привремену скупштину, прво законодавно тело откад је преузео власт у мају 1997.
- 2001 — Архива Националне безбедности, истраживачке организације са седиштем у САД, објавила документ који показује да су званичници САД знали за умешаност Владе Руанде у геноцид 1994, када су Хути убили око 800.000 Тутсија, а када су многе западне земље одбиле да интервенишу.
- 2003 — Основан Војни музички центар копнене војске Оружаних снага Украјине.

## Рођења
- 1754 — Банастри Тарлтон, британски генерал и политичар. (прем. 1833)
- 1765 — Вилијам IV, британски краљ. (прем. 1837)
- 1780 — Јернеј Копитар, словеначки лингвиста и слависта. (прем. 1844)[1]
- 1789 — Огистен Луј Коши, француски математичар. (прем. 1857)
- 1862 — Емилио Салгари, италијански новинар и писац. (прем. 1911)
- 1909 — Николај Богољубов, руски математичар и теоријски физичар. (прем. 1992)
- 1916 — Јелена Ћетковић, југословенска револуционарка, борац за права жена, учесница Народноослободилачке борбе и народни херој Југославије. (прем. 1943)
- 1929 — Тома Јовановић, српски глумац. (прем. 2012)
- 1934 — Џон Л. Хол, амерички физичар, добитник Нобелове награде за физику (2005).
- 1936 — Вилт Чејмберлен, амерички кошаркаш и кошаркашки тренер. (прем. 1999)
- 1938 — Кени Роџерс, амерички музичар, глумац и музички продуцент. (прем. 2020)
- 1942 — Божидар Орешковић, хрватски глумац. (прем. 2010)
- 1944 — Питер Вир, аустралијски редитељ, сценариста и продуцент.
- 1945 — Базил Поледорис, амерички композитор и диригент грчког порекла. (прем. 2006)[2]
- 1949 — Бруно Лангер, хрватски музичар, најпознатији као суоснивач, басиста и певач групе Атомско склониште.
- 1952 — Џо Страмер, енглески музичар и глумац, најпознатији као суоснивач, гитариста и певач групе The Clash. (прем. 2002)
- 1955 — Гордана Гаџић, српска глумица.
- 1956 — Ким Катрал, енглеско-канадска глумица.
- 1964 — Душан Недељковић, српски књижевник и радијски водитељ.
- 1967 — Кари-Ен Мос, канадска глумица.
- 1967 — Серџ Танкијан, јерменско-амерички музичар, музички продуцент и песник, најпознатији као члан групе System of a Down.
- 1971 — Лијам Хаулет, енглески музичар и музички продуцент, суоснивач групе The Prodigy.
- 1972 — Ненад Максић, српски рукометаш и рукометни тренер.
- 1975 — Алиша Вит, америчка глумица и музичарка.
- 1977 — Вељко Пауновић, српски фудбалер и фудбалски тренер.
- 1977 — Слободан Стефановић, српски глумац.
- 1978 — Маринко Маџгаљ, српски глумац, певач и ТВ водитељ. (прем. 2016)
- 1979 — Келис, америчка музичарка.
- 1981 — Слобода Мићаловић, српска глумица.
- 1985 — Николас Алмагро, шпански тенисер.
- 1985 — Стефан Бузуровић, српски глумац и ТВ водитељ.
- 1986 — Јусејн Болт, јамајкански атлетичар.
- 1988 — Роберт Левандовски, пољски фудбалер.
- 1988 — Кејси Масгрејвс, америчка музичарка.
- 1989 — Рајко Брежанчић, српски фудбалер.
- 1989 — Хејден Панетијер, америчка глумица, модел и певачица.
- 1989 — Дмитриј Хвостов, руски кошаркаш.
- 1991 — Калифа Кулибали, малијски фудбалер.
- 1996 — Емануел Тери, амерички кошаркаш.
- 2002 — Ебенезер Анан, гански фудбалер.

## Смрти
- 1906 — Јосип Козарац, хрватски прозни писац дипломирани инжињер шумарства. (рођ. 1858)[3]
- 1958 — Стеван Христић, српски композитор и диригент. (рођ. 1885)
- 1964 — Палмиро Тољати, италијански политичар. (рођ. 1893)
- 1979 — Ђузепе Меаца, бивши италијански фудбалски репрезентативац. (рођ. 1910)
- 2002 — Абу Нидал, палестински терориста. (рођ. 1937)
- 2005 — Бранислав Цига Миленковић, српски глумац. (рођ. 1931)
- 2018 — Стефаун Карл Стефаунсон, исландски глумац и певач. (рођ. 1975)[4]

## Празници и дани сећања
- 1991 — Летонија прогласила независност од Совјетског Савеза.

Српска православна црква прославља:
- Преподобног Јакова Новог Туманског[5].